# Euxoa masculinus
Euxoa masculinus är en fjärilsart som beskrevs av Smith 1903. Euxoa masculinus ingår i släktet Euxoa och familjen nattflyn. Inga underarter finns listade i Catalogue of Life.